# 于斯南河

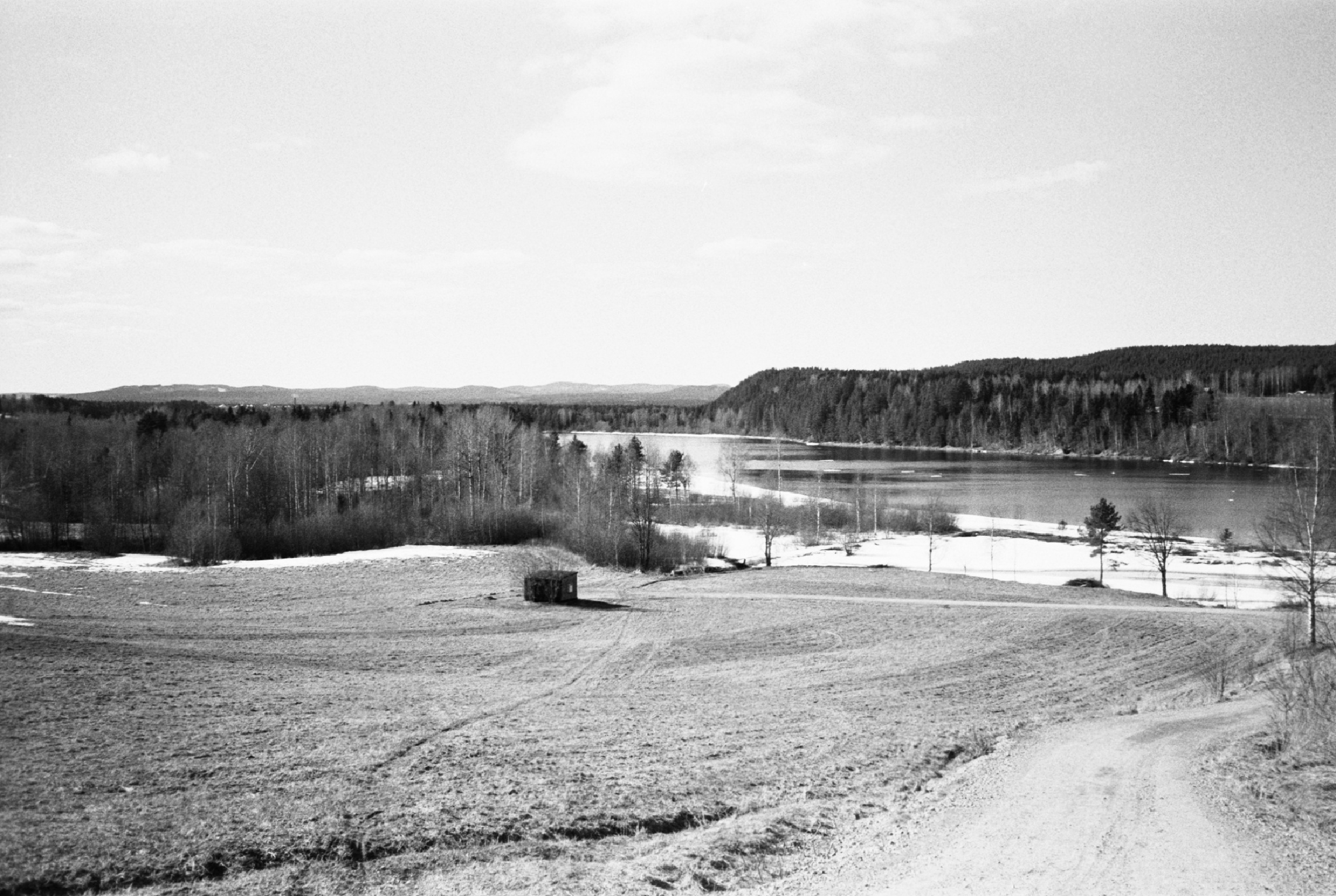

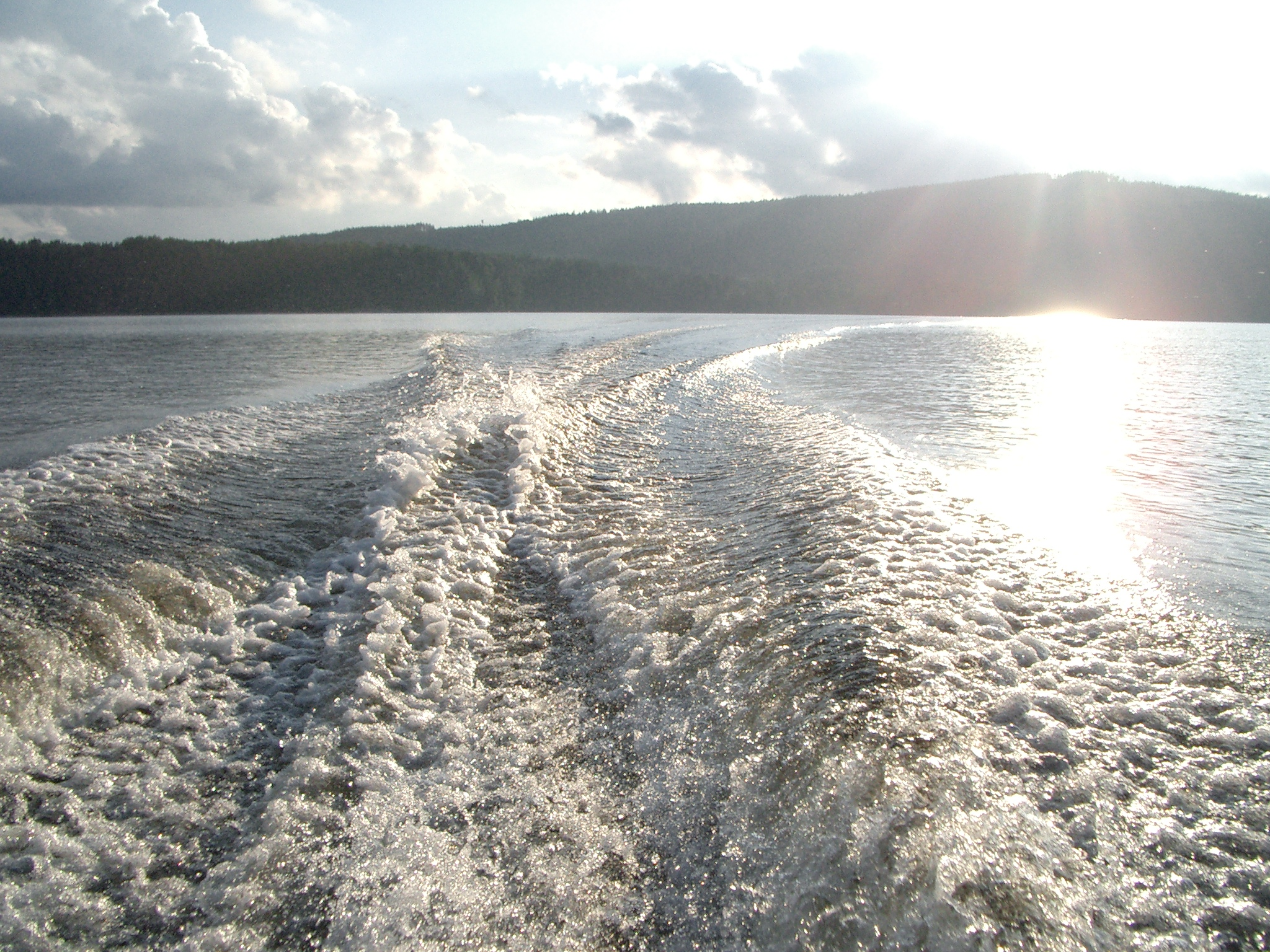

于斯南河（瑞典語：Ljusnan）是瑞典的河流，發源自海里耶達倫西北部，最終注入波的尼亞灣，河道全長430公里，流域面積19,828平方公里，平均流量每秒230立方米，支流有沃克斯南河。